# 1507

سنة 1507 كانت سنة بسيطة تبدأ يوم الأربعاء (سوف يظهر الرابط التقويم الكامل للعام) حسب التقويم اليولياني.

## أحداث
- تأسيس مدينة مومباي وتقع حاليا في الهند.

## مواليد
- أندريا بالاديو
- ياكوبو باروتسي دا فينيولا

## وفيات
- تشيزري بورجا